# Вице-президент Намибии
Ви́це-президе́нт Нами́бии (англ. Vice-President of Namibia) — государственный пост в Республике Намибии. Является исполняющим обязанности президента Намибии, когда президент находится за пределами страны, не в состоянии выполнять свои обязанности или когда его пост вакантен.
Вице-президент одновременно является депутатом Национальной ассамблеи и членом Кабинета министров. Его конституционной обязанностью является «оказание помощи президенту в обеспечении функционирования правительства», для чего президентской прокламацией ему может быть передан любой министерский портфель.
Пост вице-президента был создан в 2014 году вместе с несколькими другими конституционными изменениями. Вице-президент назначается президентом по своему усмотрению.

## Список вице-президентов Намибии
|   | Портрет | Имя                                                                                                 | Начало полномочий | Окончание полномочий | Партия                                  | Президент                         |
| - | ------- | --------------------------------------------------------------------------------------------------- | ----------------- | -------------------- | --------------------------------------- | --------------------------------- |
| 1 |         | Никкей Иямбо (1936—2019) англ. Nickey Iyambo                                                        | 21 марта 2015     | 8 февраля 2018       | Организация народов Юго-Западной Африки | Хаге Готтфрид Гейнгоб             |
| 2 |         | Нанголо Мбумба (1941—) англ. Nangolo Mbumba урожд. Генрих Кляйн Нанголо нем. Heinrich Klein Nangolo | 8 февраля 2018    | 4 февраля 2024       | Организация народов Юго-Западной Африки | Хаге Готтфрид Гейнгоб             |
| 3 |         | Ндемупелила Нетумбо Нанди-Ндайтва (1952—) англ. Ndemupelila Netumbo Nandi-Ndaitwah                  | 4 февраля 2024    | 21 марта 2025        | Организация народов Юго-Западной Африки | Нанголо Мбумба                    |
| 4 |         | Лусиа Витбой (1961—) англ. Lucia Witbooi                                                            | 21 марта 2025     | действующий          | Организация народов Юго-Западной Африки | Ндемупелила Нетумбо Нанди-Ндайтва |